# ADT CAPS Championship
Het ADT CAPS Championship is een jaarlijks golftoernooi voor vrouwen in Zuid-Korea, dat deel uitmaakt van de LPGA of Korea Tour. Het werd opgericht in 2004 en vindt sindsdien telkens plaats op de Lotte Skyhill Gimhae Country Club in Gimhae.
Het wordt gespeeld in een strokeplay-formule van drie ronden (54-holes).

## Winnaressen
| Jaar | Winnares       | Score | Score | Info                                                |
| ---- | -------------- | ----- | ----- | --------------------------------------------------- |
| 2004 | Choi Na-yeon   | 202   | –14   |                                                     |
| 2005 | Kim Hae-jung   | 146   | +2    | 36-holes (weersomstandigheden)                      |
| 2006 | Yoon Ji-won    | 213   | –3    |                                                     |
| 2007 | Jiyai Shin     | 211   | –5    |                                                     |
| 2008 | Seo Hee-kyung  | 214   | –2    |                                                     |
| 2009 | Seo Hee-kyung  | 210   | –6    |                                                     |
| 2010 | Pyun Ae-ree    | 212   | –4    |                                                     |
| 2011 | Cho Yeong-ran  | 145   | +1    | 36-holes (weersomstandigheden)                      |
| 2012 | Yang Je-yoon   | 206   | –10   |                                                     |
| 2013 | Choi Yoo-lim   | 211   | –5    |                                                     |
| 2014 | Kim Min-sun po | 205   | –11   | Won de play-off van Kim Sei-young en Heo Yoon-kyung |

| Toernooirecord |  | po = winnares na play-off |

 Lotte Mart Women's Open ·
 Nexen Saint Nine Masters ·
 Edaily Ladies Open ·
 Woori Ladies Championship ·
 Doosan Match Play Championship ·
 E1 Charity Open ·
 Lotte Cantata Women's Open ·
 S-OIL Champions Invitational ·
 Korea Women's Open ·
 Kumho Tire Women's Open ·
 Jeju Samdasoo Masters ·
 Hanwha Finance Classic ·
 KyoChon Honey Ladies Open ·
 Nefs Masterpiece ·
 MBN Women's Open ·
 Charity High1 Resort Open ·
 YTN-Volvik Women's Open ·
 KLPGA Championship ·
 Daewoo Classic ·
 Pak Se-ri Invitational ·
 Hite Championship ·
 LPGA KEB-HanaBank Championship ·
 KB Star Championship ·
 Seoul Ladies Classic ·
 ADT CAPS Championship ·
 Chosun Ilbo Championship ·
 China Women's Open